# Status Records
Status Records was een platenlabel, waarop jazz-platen van Prestige Records en New Jazz Records opnieuw werden uitgebracht. Ook verschenen er enkele albums met 'nieuw' (niet eerder uitgebracht) materiaal. Het logo van het label toonde een grote 'S' in de vorm van een pijl. Het label was actief in de jaren zestig.
Musici die op het label opnieuw uitkwamen waren onder meer Oliver Nelson, Frank Wess, Arnett Cobb, Buddy Tate, Mal Waldron (met John Coltrane), Clark Terry, Art Farmer en Ron Carter.